# توکای پازرد
توکای پازرد (نام علمی: Turdus flavipes) یک پرنده آوازخوان شمال و شرق آمریکای جنوبی و دریای کارائیب است.
زیستگاه این توکای کوچک در جنگل‌های بارانی، جنگل‌های ثانویه و کشتزارها بیش از حد رشد یافته‌است. این گونه عمدتاً از ارتفاعات تا ۲٬۰۰۰ متر (۶٬۶۰۰ فوت) بالاتر از سطح دریا است، اما به صورت محلی تا نزدیک سطح دریا نیز یافت می‌شود.